# If (bài hát của Janet Jackson)
"If" là một bài hát của ca sĩ người Mỹ Janet Jackson nằm trong album phòng thu thứ năm của cô, janet.. Nó được phát hành vào ngày 13 tháng 7 năm 1993 bởi Virgin Records như là đĩa đơn thứ hai trích từ album. Được sáng tác và sản xuất bởi Jackson cùng bộ đôi Jimmy Jam & Terry Lewis, với sự tham gia hỗ trợ viết lời từ Harvey Fuqua, John Bristol và Jackey Beavers, bài hát là sự kết hợp của nhiều thể loại như dance-pop, rock, trip hop, và industrial với các yếu tố của hip hop và new jack swing.
"If" nhận được những phản ứng tích cực từ các nhà phê bình âm nhạc và người hâm mộ, trong đó họ đánh giá cao sự sáng tạo của nó. Bài hát đã giành được nhiều giải thưởng khác nhau, bao gồm Giải nhạc Pop của BMI cho Bài hát được phát nhiều nhất, cũng như Video xuất sắc nhất của nữ ca sĩ và Video Dance xuất sắc nhất tại Giải Video âm nhạc của MTV, và một giải thưởng Âm nhạc Billboard cho Clip nhạc Dance của năm. Nó cũng lọt vào danh sách những đĩa đơn xuất sắc nhất thập niên 90 của tạp chí Slant. "If" cũng là một thành công thương mại to lớn trên toàn cầu, đạt vị trí thứ 4 trên bảng xếp hạng Billboard Hot 100 (Mỹ), và được chứng nhận Vàng bởi Hiệp hội Công nghiệp ghi âm Mỹ (RIAA). Nó cũng đạt nhiều thứ hạng cao tại Canada, New Zealand và Vương quốc Anh.
Video ca nhạc của nó được xem là biểu tượng tình dục, với phần vũ đạo mạnh mẽ cùng những công nghệ chưa thịnh hành lúc bấy giờ, như màn hình cảm ứng và webcam. Màn trình diễn liên khúc của "If" và "That's the Way Love Goes" tại giải Video âm nhạc của MTV, luôn được xếp vào danh sách những màn trình diễn nổi tiếng nhất trong sự nghiệp của cô. Video này đứng thứ 2 trong danh sách những video xuất sắc nhất trong thập niên của nữ ca sĩ bởi Idolator, và giúp Jackson xếp hạng nhất trong danh sách những nữ nghệ sĩ nóng nhất thập niên 90 của Complex.
Những giai điệu gợi cảm trong bài hát đã tạo nên những ảnh hưởng nhất định trong âm nhạc của Rihanna và Kesha. Video của "If" cũng giúp truyền cảm hứng cho những sản phẩm âm nhạc của Britney Spears, cũng như được hát lại bởi Kelly Clarkson và Girls' Generation. Jackson đã trình diễn bài hát trong tất cả các chuyến lưu diễn của mình sau khi phát hành.

## Danh sách bài hát
| - Đĩa 7" quảng cáo tại Vương quốc Anh - Đĩa CD tại Pháp - Đĩa CD 3" tại Nhật 1. "If" (radio chỉnh sửa) – 3:49 2. "One More Chance" – 5:54 - Đĩa 12" tại Vương quốc Anh 1. "If" (Brothers in Rhythm House Mix) – 7:07 2. "If" (Brothers in Rhythm Dub) – 7:00 3. "If" (radio chỉnh sửa) – 3:49 4. "If" (Extended LP Mix) – 5:40 5. "If" (Brothers In Rhythm Swing Yo Pants Mix) – 6:20 6. "If" (D&D 12" Mix) – 5:47 - Đĩa CD tại Vương quốc Anh - Đĩa CD tại Nhật 1. "If" (radio chỉnh sửa) – 3:49 2. "If" (Brothers in Rhythm House Mix) – 7:07 3. "If" (Tee's Freeze Mix) – 7:17 4. "If" (Brothers in Rhythm Swing Yo Pants Mix) – 6:20 5. "If" (Extended LP Mix) – 5:40 6. "If" (D&D 12" Mix) – 5:47 - Đĩa 12" đôi tại Mỹ 1. "If" (Brothers in Rhythm House Mix) – 7:07 2. "If" (Brothers in Rhythm Dub) – 7:00 3. "If" (LP Mix) – 5:40 4. "If" (Tee's Radio Mix) – 4:02 5. "If" (D&D 7" Mix) – 4:23 6. "If" (Tee's Freeze Mix) – 7:17 7. "If" (TNT Bass Mix) – 5:36 8. "If" (Brothers in Rhythm Swing Yo Pants Mix) – 6:20 9. "If" (D&D JDD Mix) – 5:26 10. "If" (Tee's Capella) – 2:09 | - Đĩa 12" tại Mỹ 1. "If" (Brothers in Rhythm House Mix) – 7:07 2. "If" (Brothers in Rhythm Swing Yo Pants Mix) – 6:20 3. "If" (Tee's Freeze Mix) – 7:17 4. "If" (Extended LP Mix) – 5:40 - Đĩa CD quảng cáo tại Mỹ #1 1. "If" (radio chỉnh sửa) – 3:49 2. "If" (Brothers in Rhythm Swing Yo Pants Mix) – 6:20 3. "If" (Extended LP Mix) – 5:40 4. "If" (Todd Terry's Radio Mix) – 4:19 5. "If" (Brothers in Rhythm House Mix) – 7:07 6. "If" (Short Single Edit) – 2:59 - Đĩa CD quảng cáo tại Mỹ #2 1. "If" (D&D 7" Mix/Adult 7" Radio Mix) – 4:41 2. "If" (D&D 12" Mix/Adult 12") – 5:47 3. "If" (D&D JDD Mix/Adult Dub) – 5:26 - Đĩa CD maxi tại Mỹ 1. "If" (Brothers in Rhythm House Mix) – 7:07 2. "If" (Brothers in Rhythm Swing Yo Pants Mix) – 6:20 3. "If" (Tee's Freeze Mix) – 7:17 4. "If" (Extended LP Mix) – 5:40 5. "If" (TNT Bass Mix) – 5:36 6. "If" (D&D 12" Mix/Adult 12") – 5:47 7. "If" (bản ngắn) – 2:59 8. "One More Chance" – 5:54 |

## Xếp hạng
| Bảng xếp hạng (1993)           | Vị trí cao nhất |
| ------------------------------ | --------------- |
| Australian Singles Chart       | 18              |
| Canadian Singles Chart         | 3               |
| Dutch Top 40                   | 10              |
| German Singles Chart           | 25              |
| Italian Singles Chart          | 6               |
| New Zealand Singles Chart      | 8               |
| Swedish Singles Chart          | 19              |
| Swiss Singles Chart            | 27              |
| UK Singles Chart               | 14              |
| Billboard Hot 100              | 4               |
| Hot R&B/Hip-Hop Songs          | 3               |
| Hot Dance Club Play            | 1               |
| Dance/Electronic Digital Songs | 45              |

| Quốc gia                                                                           | Chứng nhận | Số đơn vị/doanh số chứng nhận |
| ---------------------------------------------------------------------------------- | ---------- | ----------------------------- |
| Hoa Kỳ (RIAA)                                                                      | Vàng       | 600,000                       |
| * Chứng nhận dựa theo doanh số tiêu thụ. ^ Chứng nhận dựa theo doanh số nhập hàng. |            |                               |

| Bảng xếp hạng (1993)     | Vị trí |
| ------------------------ | ------ |
| Australian Singles Chart | 80     |
| Canadian Singles Chart   | 25     |
| US Billboard Hot 100     | 19     |